# Đại náo Thiên Cung
Đại náo Thiên Cung (Hán văn: 大鬧天宮) là một giai đoạn nổi tiếng nhất trong bộ truyện Tây Du Ký, nói về nhân vật Mỹ Hầu Vương khi còn xưng hùng xưng bá. Phần truyện bắt nguồn từ hồi 1 tới hồi 7. Sau đó, Mỹ Hầu Vương bị Phật Tổ Như Lai giam dưới núi Ngũ Hành Sơn.

## Bối cảnh
Hoa Quả Sơn có một hòn đá, sau khi hấp thụ linh khí nở ra một con khỉ ánh mắt có hào quang. Một ngày nọ, trời nóng nực, có một dãy suối lạ, không biết sâu bao nhiêu. Bầy khỉ thách nhau ai nhảy xuống trước mà không chết thì được làm vua. Thạch hầu nhảy xuống trước và phát hiện đó là một cái động. Sau đó, thạch hầu được tôn lên làm vua. Thời gian sau đó thạch hầu đã biết được sinh, lão, bệnh, tử. Lìa bỏ ngôi vua, thạch hầu vượt biển tìm đạo tu thành phật tiên để giải thoát luân hồi sinh tử.
Trôi lang thang trên biển nhiều năm rồi trôi vào đất liền. Lang thang trên đất liền, cuối cùng cũng tìm thấy Bồ Đề tổ sư để học đạo, từ đó có cái tên mới là Tôn Ngộ Không. Học 7 năm, biết 72 phép biến hóa rồi bị đuổi vì khoe khoang tài năng của mình. Về núi Hoa Quả làm vua, yêu tinh khắp nơi đến kết bái huynh đệ với Tôn Ngộ Không, trong đó có Ngưu Ma Vương. Tôn Ngộ Không còn đi xuống Đông hải lấy Như Ý Kim Cô Bổng (Định Hải Thần Châm) và một bộ khuê giáp. Sau đó Tôn Ngộ Không bị Hắc Bạch Vô Thường bắt xuống âm phủ, vì quá tức giận nên đã đại náo âm phủ, xóa hết sổ sinh tử của loài khỉ.

## Đại náo
Trời sợ nó làm càn, phái Thái Bạch Kim Tinh tới Hoa Quả Sơn chiêu an lên làm Bật Mã Ôn. Khi biết được là một chức quan nhỏ, Ngộ Không bỏ xuống trần gian và xưng Tề Thiên Đại Thánh. Thiên đình sai Lý Thiên Vương cùng Na Tra và Cự Linh Thần đến bắt nhưng bị Tôn Ngộ Không đánh bại. Tôn Ngộ Không được Ngọc Hoàng mời lên thiên đình phong là Tề Thiên Đại Thánh, mục đích giao cho chức vụ cai quản vườn đào để dễ điều khiển Tôn Ngộ Không hơn. Tuy nhiên, Ngộ Không tính nào tật nấy, sau khi không được mời dự tiệc, đã ăn quả đào Trường Thọ và uống những viên thuốc trường sinh bất tử của Thái Thượng Lão Quân.
Thiên đình đành phải tìm cách khống chế Ngộ Không. Thiên đình sai 10 vạn thiên binh thiên tướng và Tứ Đại Thiên Vương tới đánh nhưng thất bại. Thiên Đình phải nhờ Nhị Lang Thần. Hai người đánh nhau không phân thắng bại, Thái Thượng Lão Quân dùng Kim Cang Trát đánh sau lưng Tôn Ngộ Không mới bắt được. Tuy nhiên, tất cả cố gắng hành hình bằng mọi cách của thiên đình đều thất bại: lần 1 sai đao phủ đến chém; lần 2 là đốt; lần 3 là sai Thần Sét tới đánh. Thế cho nên thiên đình phải nhốt Ngộ Không vào lò bát quái (cũng viết là lò bắt quái) của Thái Thượng Lão Quân vốn dùng để luyện đan, trong lò đốt lửa Tam Muội Chân Hỏa nhằm nấu chảy. Sau khi bị nung đốt suốt 49 ngày, Ngộ Không làm nổ tung lò và thoát ra, hấp thụ sức mạnh của Tam Muội Chân Hỏa nên càng mạnh hơn trước. Chẳng những Ngộ Không không bị tổn thương gì, mà còn thu được phép nhìn thấu yêu tinh dưới bất cứ hình thức ngụy trang nào nhờ "Hỏa nhãn kim tinh". Tuy không sao nhưng Tôn Ngộ Không vẫn tức giận đánh bại tất cả các thần tiên.

## Phật Tổ ra tay
Đến đường cùng, thiên đình đành phải xin Phật Thích Ca Mâu Ni giúp đỡ. Phật đánh cuộc với Ngộ Không rằng Ngộ Không sẽ không thể thoát khỏi lòng bàn tay của Phật được, nếu Phật thua thì xin dâng cả Thiên giới cho Ngộ Không. Ngộ Không tự tin vì đã có cân đẩu vân, một lần đi mười vạn tám ngàn dặm, nên đã đồng ý. Ngộ Không nhảy xa và đi đến một nơi xa lạ như là nơi tận cùng của trời đất. Xung quanh chỉ có năm cây cột, Ngộ Không tưởng rằng mình đã đi đến tận chân trời và viết tám chữ Tề Thiên Đại Thánh đáo thử nhất du (nghĩa là Tề Thiên Đại Thánh từng vui chơi ở đây) trên cột ở giữa rồi tiểu tiện xuống gốc cột thứ nhất. Hớn hở, Ngộ Không bay trở lại lòng bàn tay của Phật, Phật bảo Ngộ Không quay lại. Thì ra Ngộ Không đã viết trên ngón tay của Phật, cho nên chưa ra khỏi lòng bàn tay. Ngộ Không thua cuộc, tìm cách trốn chạy, nhưng Phật úp lòng bàn tay và nhốt Ngộ Không lại dưới một dãy núi Ngũ Hành Sơn. Ngộ Không bị đè dưới núi suốt 500 năm.

## Điện ảnh
Hồi chuyện này được chuyển thể thành phim hoạt hình Đại náo Thiên Cung, phim đã cắt bớt một số chi tiết:
- Bỏ phần Tôn Ngộ Không học đạo.
- Không có phần nhảy suối.
- Tôn Ngộ Không không đại náo Âm phủ.
- Không có đoạn kết nghĩa huynh đệ.
- Tôn Ngộ Không không bị đè dưới Ngũ Hành Sơn.

Hồi truyện còn được chuyển thể thành phim điện ảnh Đại náo Thiên Cung do Chân Tử Đan đảm nhận vai chính. Phim có sự thay đổi so với truyện:
- Tôn Ngộ Không yêu thương một Hồ ly tinh.
- Chi tiết nhảy xuống suối sửa thành đánh yêu quái cứu bầy khỉ.
- Tôn Ngộ Không không đi tìm Bồ Đề tổ sư mà là Bồ Đề tổ sư được lệnh đi tìm Tôn Ngộ Không.
- Làm Bật Mã Ôn là do Ngọc Hoàng thấy Tôn Ngộ Không thân thiện với thú cưỡi của ông.
- Tề Thiên Đại Thánh là do Ngưu Ma Vương đặt với ý đồ xúi Tôn Ngộ Không đi Đại náo Thiên Cung.
- Việc ăn trộm tiên đơn là do Nhị Lang Thần lừa, khi mới vào nhà Thái Thượng Lão Quân đã bị bắt.
- Tôn Ngộ Không đại náo Thiên Cung là nghĩ rằng Thiên đình giết người hắn yêu quý nhưng thực chất là Ngưu Ma Vương.
- Tôn Ngộ Không đánh bại Ngưu Ma Vương.
- Tôn Ngộ Không tình nguyện bị giam dưới núi Ngũ Hành Sơn.